# Konrad Ernst Ackermann
Konrad Ernst Ackermann (* 1. Februar 1712 in Alt Jabel; † 13. November 1771 in Hamburg) war einer der bekanntesten deutschen Schauspieler des 18. Jahrhunderts. Er gilt als Mitbegründer der deutschen Schauspielkunst.

## Leben
Konrad Ernst Ackermann wurde als Sohn des Forstwirtes und Pächters (Joachim) H(e)inrich Ackermann geboren. Als Bauernsohn mit höherer Schulbildung war er zunächst Soldat und wurde 1738 als russischer Leutnant bezeichnet. Er debütierte 1739 bei der Johann Friedrich Schönemannschen Gesellschaft, gehörte dann 1742 bis 1744 zur Schauspielgesellschaft seiner späteren Gattin, ging 1746 nach Danzig und 1747 mit Johann Peter Hilferding nach Russland. 1749 heirateten Ackermann und Sophie Charlotte Schröder geborene Biereichel in Moskau. Sie war die Witwe des Organisten Schröder aus Berlin. 1751 gründete er in Deutschland eine eigene Truppe und erhielt 1753 das Privileg zum Bau eines eigenen Theaters in Königsberg.
Während der Bauzeit gab er mit seiner Truppe Vorstellungen unter anderem in Königsberg, Danzig, Mainz, Warschau und Breslau. 1755 kam es zur Uraufführung von Lessings Miss Sara Sampson in Frankfurt an der Oder. 1755 wurde sein Königsberger Theater als erstes größeres deutsches Privattheater mit mehr als 800 Plätzen eröffnet. Doch schon nach einem Jahr musste er die Bühne wieder aufgeben, als der Siebenjährige Krieg ausbrach.
So begab er sich erneut auf Wanderschaft und hielt sich von 1757 bis 1761 mit seiner Gesellschaft in der Schweiz auf, dann im Elsass. 1764 kam Ackermann mit seiner Gesellschaft nach Hamburg, wo er bis 1767 vorwiegend lebte. Gegen Zahlung von 40 Reichstalern erwarb er 1765 als erster Schauspieler im 18. Jahrhundert das Bürgerrecht einer Stadt und eröffnete im selben Jahr das von ihm erbaute Theater am Gänsemarkt. Zu seiner Gesellschaft gehörten Schauspieler wie Konrad Ekhof, Johann Michael Boeck, sein Stiefsohn Friedrich Ludwig Schröder und Sophie Friederike Hensel.
Im März 1767 ersetzte Ackermann seine Prinzipalschaft durch eine neue ökonomische und organisatorische Form des Theaters. Er verpachtete sein Theater an eine vom Kaufmann Abel Seyler gegründete Aktiengesellschaft zur Gründung eines Hamburger Nationaltheaters. Wie die meisten Schauspieler seiner Gesellschaft wurde er Mitglied dieser Hamburgischen Entreprise, der Lessing als Dramaturg beitrat.
Nach dem Scheitern des Nationaltheaters 1769 übernahm Ackermann wieder die Leitung einer eigenen Truppe. Mit seiner Truppe, diesmal ohne Ekhof und Hensel, ging er wieder auf Wanderschaft. Als er am 13. November 1771 starb, übernahmen nun seine Witwe und deren Sohn Friedrich Ludwig Schröder die Gesellschaft. Die Töchter von Sophie Charlotte und Konrad Ackermann, Dorothea Ackermann und Charlotte Ackermann, waren ebenfalls Schauspielerinnen.
Ackermann gilt als einer der Wegbereiter realistischer Schauspielkunst. Er spielte neben Helden- und Königsrollen lange auch Liebhaberrollen, vor allem aber die bürgerlichen Figuren von Molière und Ludvig Holberg.
Ackermann war Freimaurer und Mitglied der Königsberger Loge Zum Todtenkopf. 1899 wurde im Hamburger Stadtteil Hohenfelde die Ackermannstraße nach ihm benannt.